# Juan Viñas
Juan Viñas – miasto w Kostaryce, w prowincji Alajuela.